# Róbert Ragnar Spanó
Róbert Ragnar Spanó (Reykjavík, 27 d'agost de 1972) és un jurista islandès, jutge i president del Tribunal Europeu de Drets Humans (TEDH). Va començar el seu mandat el 18 de maig de 2020, succeint Linos-Alexandre Sicilianos. Abans de començar la seva labor al TEDH l'1 de novembre de 2013, havia estat ombudsman del Parlament d'Islàndia i degà de la Facultat de Dret a la Universitat d'Islàndia.

## Trajectòria
Spanó va néixer a Reykjavík el 27 d'agost de 1972. Es va graduar amb el títol de Candidatus Juris a la Universitat d'Islàndia el 1997 i el títol de Magister Juris amb distinció en dret europeu i comparat a la Universitat d'Oxford el 2000. Spanó va treballar com a jutge adjunt dels tribunals de districte 1997–1998, assessor jurídic i assistent especial del Defensor del Poble Islàmic del 1998 al 2004. Va ser nomenat Síndic de greuges el 2009 de manera provisional i va exercir a temps complet i ad hoc fins al 2013.
Va presidir un comitè encarregat de redactar un projecte legislatiu per a una nova llei de trànsit a Islàndia.
El novembre de 2006, va ser nomenat professor titular de Dret. El setembre de 2007 va ser elegit vicedegà de la facultat de dret de la Universitat d'Islàndia i, posteriorment, va ser elegit degà de la facultat, exercint aquesta funció del 2010 fins al 2013.
El seu mandat de nou anys com a jutge del Tribunal Europeu de Drets Humans va començar l'1 de novembre de 2013 i el va assumir com a vicepresident per al mandat 2019-2020.
Spanó ha escrit àmpliament en els camps del dret dels drets humans, el dret constitucional, la interpretació dels estatuts i el procediment penal. En prendre possessió del càrrec a Estrasburg, ha escrit extrajudicialment sobre l'evolució de la Convenció Europea de Drets Humans, el principi de subsidiarietat i l'estat de dret. A més, és un reconegut expert en la interacció entre internet i els drets humans.

### Controvèrsia
Després que Spanó visités Turquia el setembre de 2020 i rebés el doctorat honoris causa per la Universitat d'Istanbul com a president del Tribunal Europeu de Drets Humans, fou objecte de dures crítiques perquè l'acte entrava en conflicte amb la postura i els principis del tribunal.
Mehmet Altan, periodista, ex-acadèmic de la Universitat d'Istanbul i alliberat després de dos anys de presó, va dirigir una carta oberta al president del TEDH afirmant: «Els que us donaran el doctorat honoris causa són les persones que em van acomiadar juntament amb molts altres acadèmics». Basak Demirtaş, l'esposa del polític kurd Selahattin Demirtaş empresonat contra les ordres del TEDH, va convidar Spanó a visitar també Diyarbakır després que es reunís amb funcionaris del Partit de la Justícia i el Desenvolupament a Mardin. A Mardin va viatjar juntament amb la jutgessa turca del TEDH Saadet Yüksel, i va fer fotografies amb el síndic nomenat per l'Estat que actua com a alcalde en lloc de l'elegit però deposat Ahmet Türk del Partit Democràtic dels Pobles (HDP). De Mardin és també Yüksel, que és germana de Cüneyt Yüksel, antic parlamentari del Partit de la Justícia i el Desenvolupament (AKP) d'Erdogan.